# Karpîlivka, Ivankiv
Karpîlivka (în ucraineană Карпилівка) este un sat în comuna Piskî din raionul Ivankiv, regiunea Kiev, Ucraina. În secolul al XIX-lea, satul făcea parte din volostul Prîbirsk, uezdul Radomîșl.

## Demografie
Componența lingvistică a localității Karpîlivka
     Ucraineană (98,7%)
     Rusă (1,3%)
Conform recensământului din 2001, majoritatea populației localității Karpîlivka era vorbitoare de ucraineană (98,7%), existând în minoritate și vorbitori de rusă (1,3%).